# Харківський художній інститут
Ха́рківський худо́жній інститу́т — вища мистецька школа, заснована в 1927—1928 роках з мистецькою промисловою школою при ній, як наступник Харківського художнього технікуму образотворчого мистецтва (з 1921 р.), створеного на базі Художньої школи та її попередника Харківської малювальної школи. В 1934 р. знову деградований до художнього технікуму. У 1942—1944 роках під час Другої світової війни працював у Самарканді. В 1945 р. повернено йому назву і статус вищої мистецької школи. Мав три факультети:
- малярський,
- графіки
- скульптурний

Готував малярів, графіків, скульпторів і (до 1934 р.) архітекторів.
У 1963 р. Харківський художній інститут ліквідовано вдруге і на його базі створено Харківський художньо-промисловий інститут.

## Персоналії
Маляри
- Александрочкін Юрій Михайлович
- Бурачек Микола Григорович
- Козік М.
- Косарєв Борис Васильович
- Самокиш Микола Семенович
- Прохоров Семен Маркович
- Симонов Олександр Корнійович
- Федоров Митрофан Семенович
- Радченко Гліб
- Хвостенко-Хвостов Олександр Веніамінович
- Чернов Леонід Іванович
- Шульга Іван Миколайович
- Лоза Адольф Іванович

Графіки
- Дайц Йосип Абрамович
- Денисова Дар'я Андріївна
- Джолос Любов Іванівна
- Єрмилов Василь Дмитрович
- Ігуменцев Віктор Миколайович
- Касіян Василь Ілліч
- Падалка Іван Іванович
- Маренков Олексій Васильович
- Мартинець Олександр Васильович
- Юрченко Віра Степанівна

Скульптори
- Блох Леонора Абрамівна
- Красножон Яків Денисович
- Кратко Бернард Михайлович

Архітектори
- Бекетов Олексій Миколайович
- Клевицький Євсей Мендельович
- Костенко Веніамін Павлович
- Щербаков Дмитро Іванович
- Монтлевич Віра Євгенівна
- Любомілова Єлизавета Олександрівна
- Орєхов Володимир Михайлович
- Яновицький Григорій Олександрович

Мистецтвознавці
- Таранушенко Стефан Андрійович